# 龙蟠中路
龙蟠中路位于江苏省南京市玄武区和秦淮区，是南京的一条南北向重要主干道，是南京快速路系统内环东线的一部分，双向12车道，总长度4.9公里，北起北京东路，南至长乐路。道路全程有隧道和高架。

## 历史
龙蟠中路由小营路、西华巷、公园路、通济门大街、通济门外大街和七里街合并而成，始建于1996年，1997年正式启用龙蟠中路这一名称。2003年9月，南京城东干道亮化工程展开，范围包括中央门立交桥至花神庙立交桥的16公里路段，龙蟠中路处在该路段的核心位置。2006年，龙蟠中路进行了快速化改造，新建了两条隧道，分别为西安门隧道和通济门隧道。2018年，经过了十多年的使用，出现了路面老化、井盖沉陷松动、雨污水管网不完善、电线杂乱、景观单调、燃气自来水管道老化等问题。2018年5月，龙蟠中路进行了道路环境综合整治。整治工程包括北京东路至长乐路间4.8公里的路段，内容包括管线并杆下地、更换老旧燃气供水管道、排水管网疏通优化、处理道路病虫害、绿化优化提升、桥梁涂装出新。整治工程于12月完工。

## 隧道
龙蟠中路全程共3个隧道，分别为九华山隧道、西安门隧道和通济门隧道。其中西安门隧道和通济门隧道全程位于龙蟠中路内。九华山隧道于2005年10月建成通车，下穿玄武湖、九华山，南出口位于龙蟠中路上，地下长度2.4公里；西安门隧道于2007年4月建成通车，下穿珠江路、中山东路，地下长度1.4公里；通济门隧道于2007年4月建成通车，下穿常府街/瑞金路、白下路/大光路，地下长度900米。

## 交通
多条市内公交线穿过龙蟠中路并设站。离龙蟠中路最近的地铁站是地铁2号线的西安门站，位于龙蟠中路和中山东路交叉路口。地铁3号线武定门站和地铁4号线九华山站均离龙蟠中路400米以内，分别靠近龙蟠中路最南端和最北端。在建的地铁5号线设有通济门站，距离龙蟠中路约500米。
南京禄口国际机场机场巴士在龙蟠中路451号（南京机场宾馆）设站。

## 公园

### 西安门遗址公园

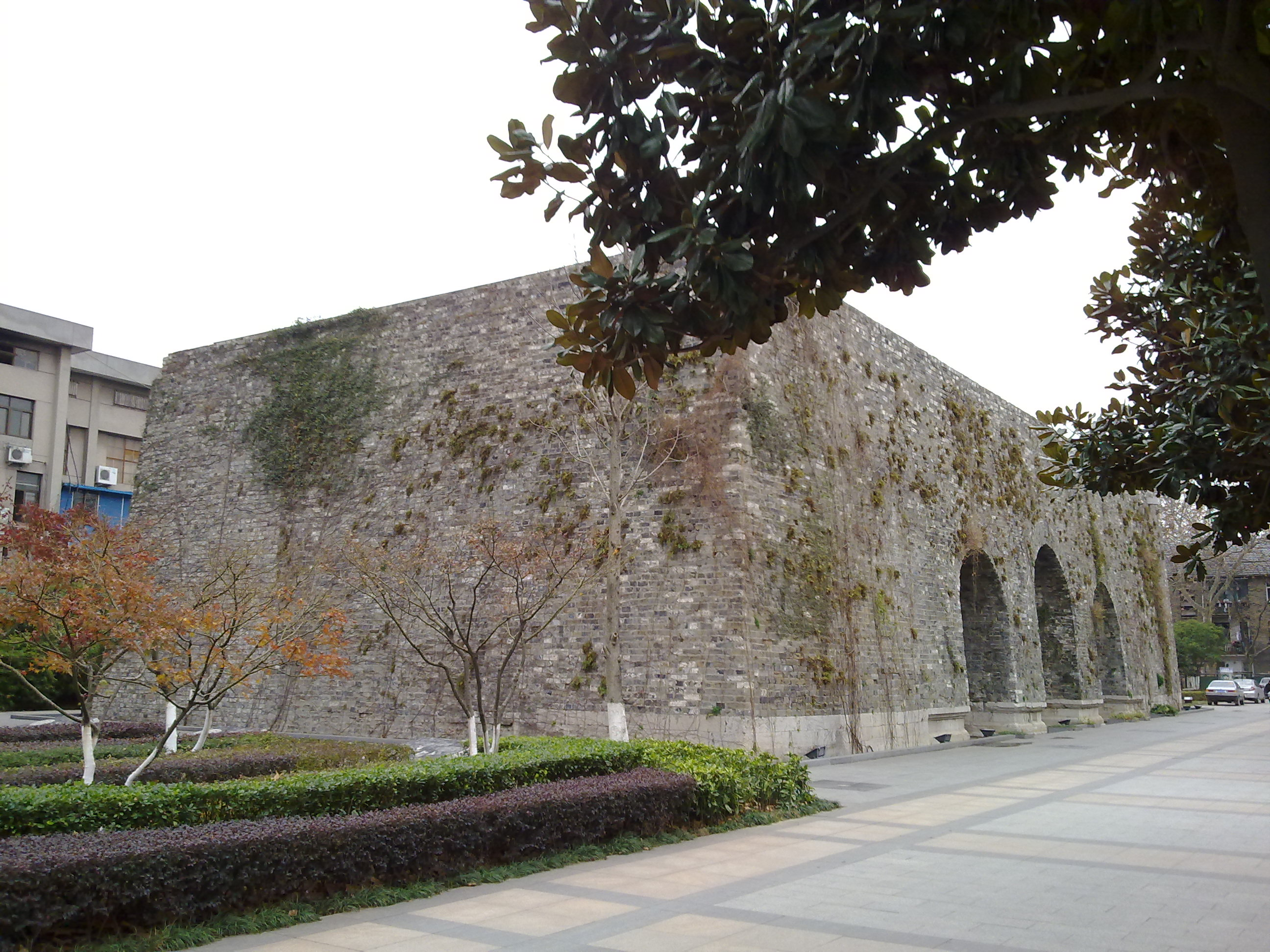
西安门

西安门遗址公园位于龙蟠中路202号，龙蟠中路和中山东路交界处。西安门遗址属全国重点文物保护单位，是明故宫皇城西门，距今已有600多年历史。人们常把西安门与明故宫宫城西门西华门混淆，在中山东路上另有西华门遗址广场，位于中国第二历史档案馆对面。西安门遗址曾是海上丝绸之路申遗计划的一部分。

### 东水关遗址公园

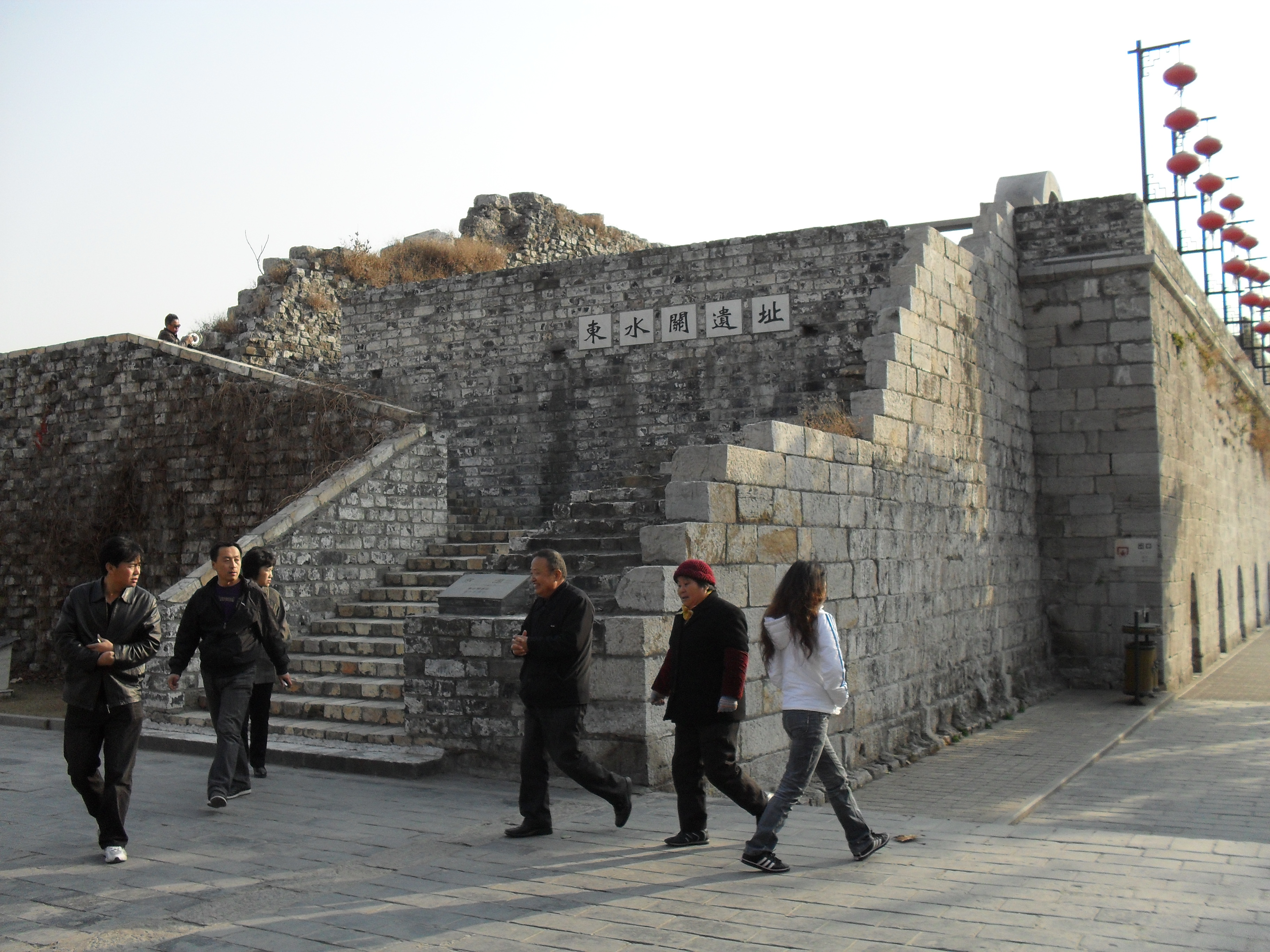
东水关

东水关遗址公园位于龙蟠中路408号，公园建成于2001年，为免费公园。其中东水关是南京市文物保护单位，有1000多年的历史。它是秦淮河流入南京城的一个水关，最早建于五代十国时期。明太祖朱元璋定都南京后，将其改建为通济水关。遗址公园由水闸、桥道、藏兵洞和城墙四部分组成，现作为受欢迎的市民休闲娱乐及健身场所。

## 图集

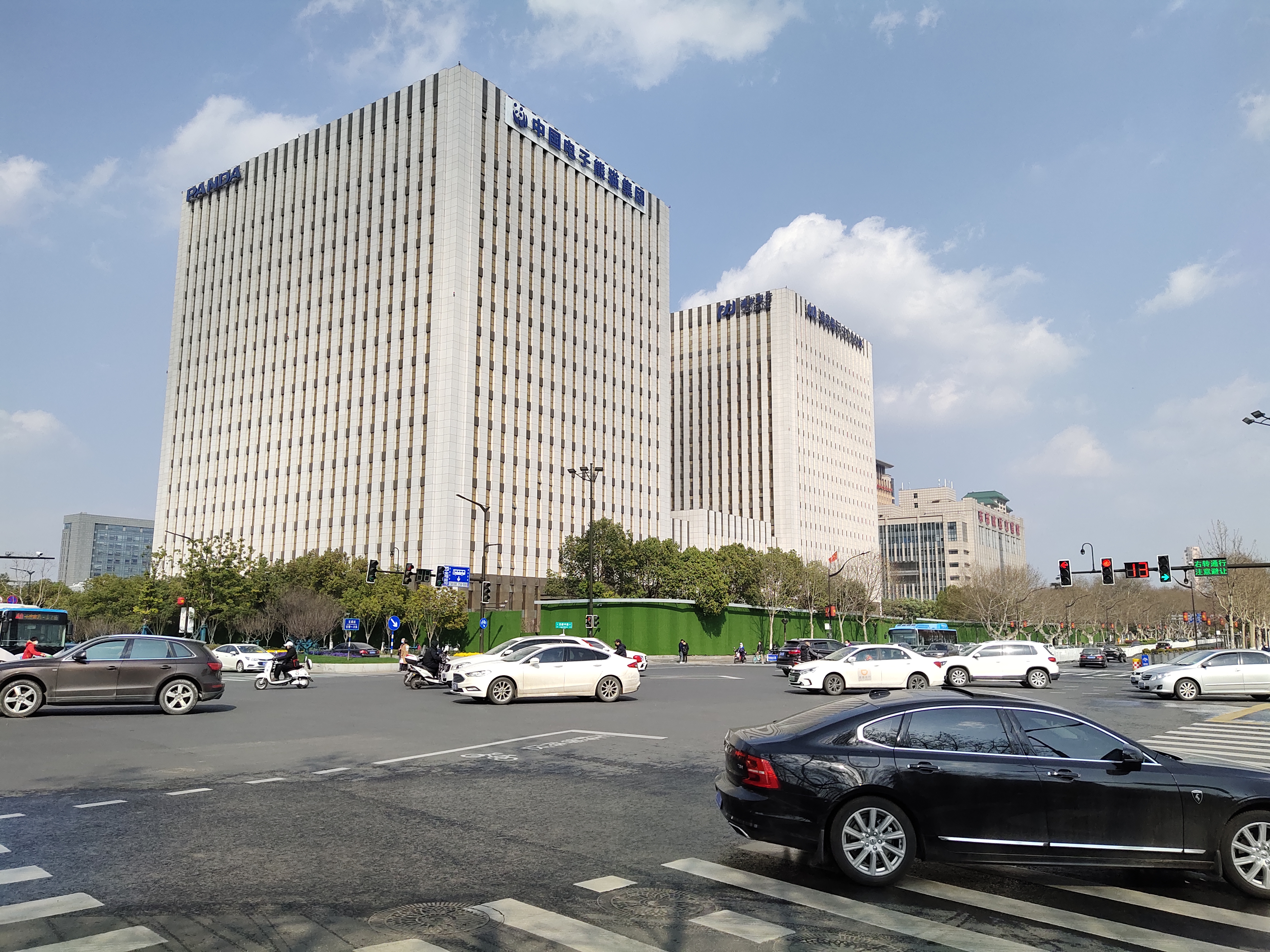
龙蟠中路中山东路路口（东北侧）
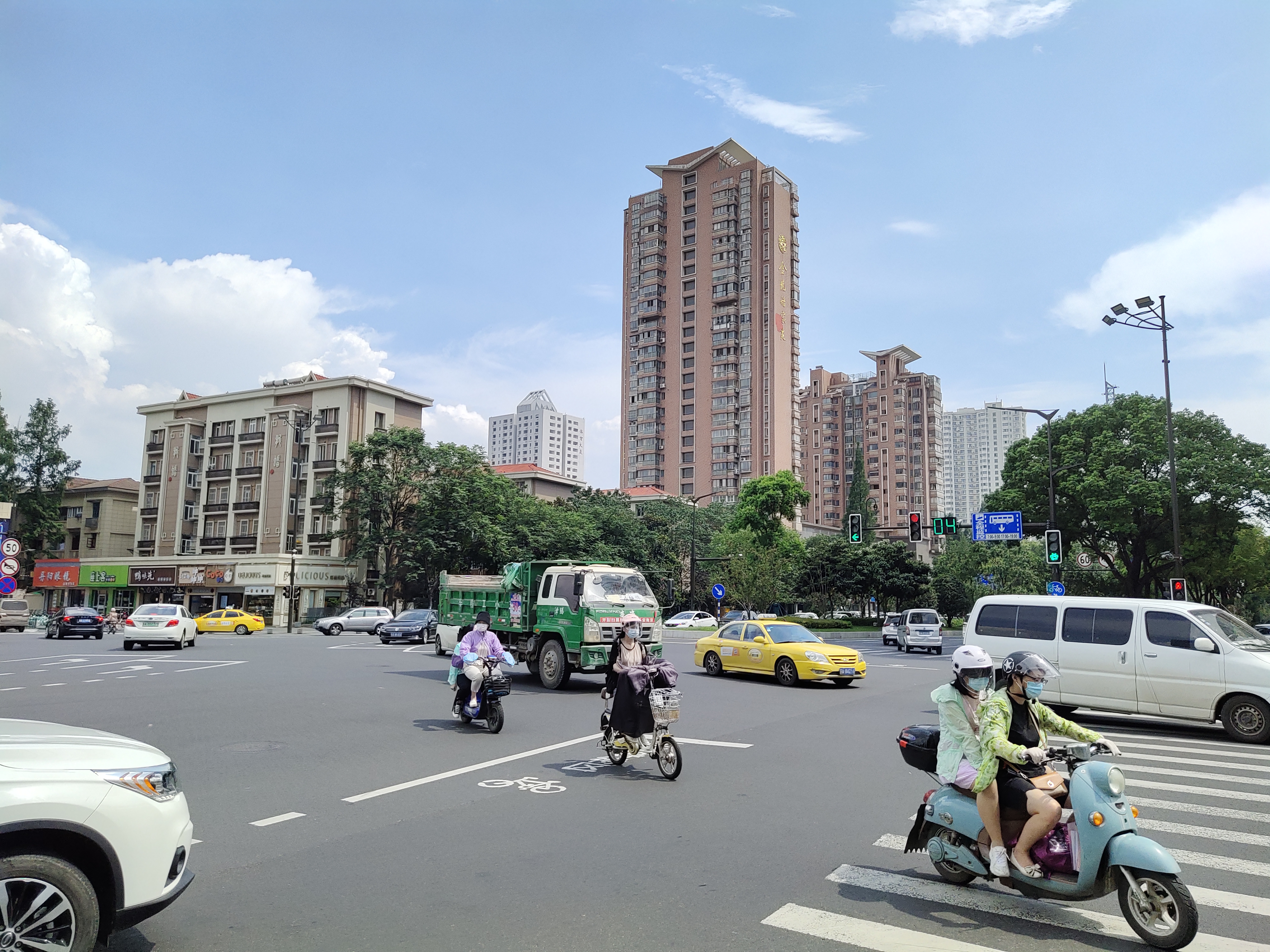
龙蟠中路瑞金路路口（东南侧）
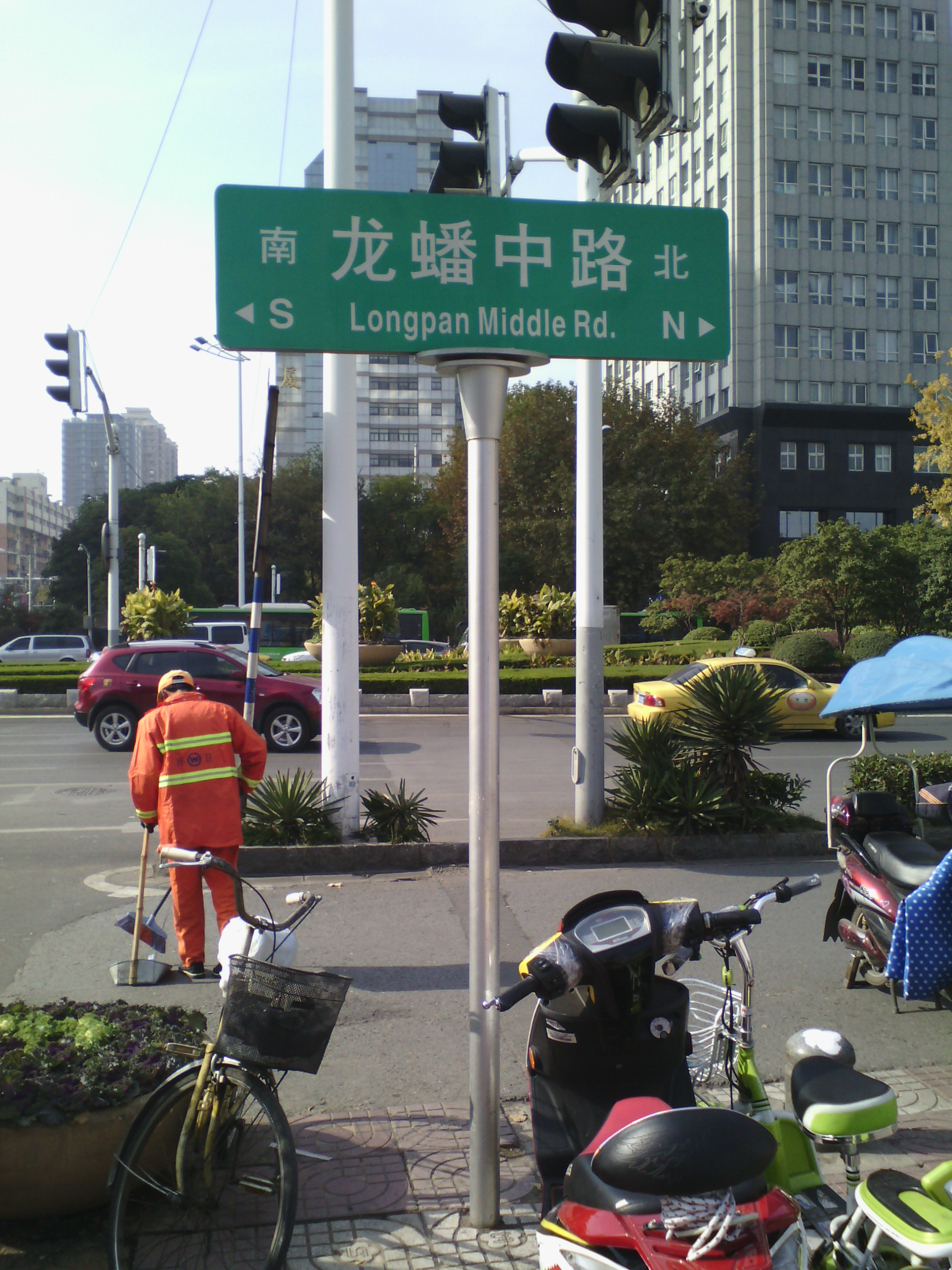
路牌

## 交汇道路
- 北京东路
- 珠江路
- 中山东路
- 常府街
- 瑞金路
- 白下路
- 长乐路